# Nikolai Petrowitsch Simin
Nikolai Petrowitsch Simin (russisch Николай Петрович Зимин; * 1849 in Kirillow, Gouvernement Nowgorod; † 22. Maijul. / 4. Juni 1909greg.) war ein russischer Wasserbauingenieur.

## Leben
Nach dem Besuch des Gymnasiums in Wologda studierte Simin an der Kaiserlichen Technischen Schule Moskau mit Abschluss 1873 als Ingenieur-Mechaniker mit Goldmedaille.
Simin kam 1875 zur Moskauer Wasserversorgungsorganisation und leitete nach einiger Zeit alle Förder- und Pumpstationen. Unter seiner Leitung wurde 1882 die Preobraschenskoje-Wasserversorgung gebaut.
Ab 1884 projektierte Simin die neue Mytischtschi-Wasserversorgung, die ursprünglich von Friedrich Bauer 100 Jahre vorher angelegt worden war. Die Genehmigung war schwierig, denn Simin hatte auf der Basis seiner Berechnungen 43000 Kubikmeter Wasser täglich versprochen. Doch die Kaufleute und Fabrikanten in der Stadtduma glaubten ihm nicht und luden ausländische Ingenieure zu Gutachten ein. Der Sachse Henoch hielt bis zu 110000 Kubikmeter täglich für möglich, was der deutsche Wasserbauingenieur Bernhard Salbach (1833–1894) bestätigte. Simin hielt an seiner Berechnung fest. Darauf wurde die Russische Technische Gesellschaft eingeschaltet, deren Kommission zwar die falschen Schlussfolgerungen der ausländischen Ingenieure bestätigte, aber nur auf 18000 Kubikmeter täglich kam. Nach dem Baubeschluss 1885 dauerte der Bau drei Jahre, wobei Simin, Dunker und Sabajew verantwortlich waren. Ende 1892 wurde die neue Anlage in Betrieb genommen. Die Gesamtleitungslänge betrug 110 km. Der Betrieb bestätigte Simins Einschätzung. Simin überzeugte die Stadtduma, dass sie die Verwaltung der Wasserversorgung nicht den ausländischen Investoren überließ.

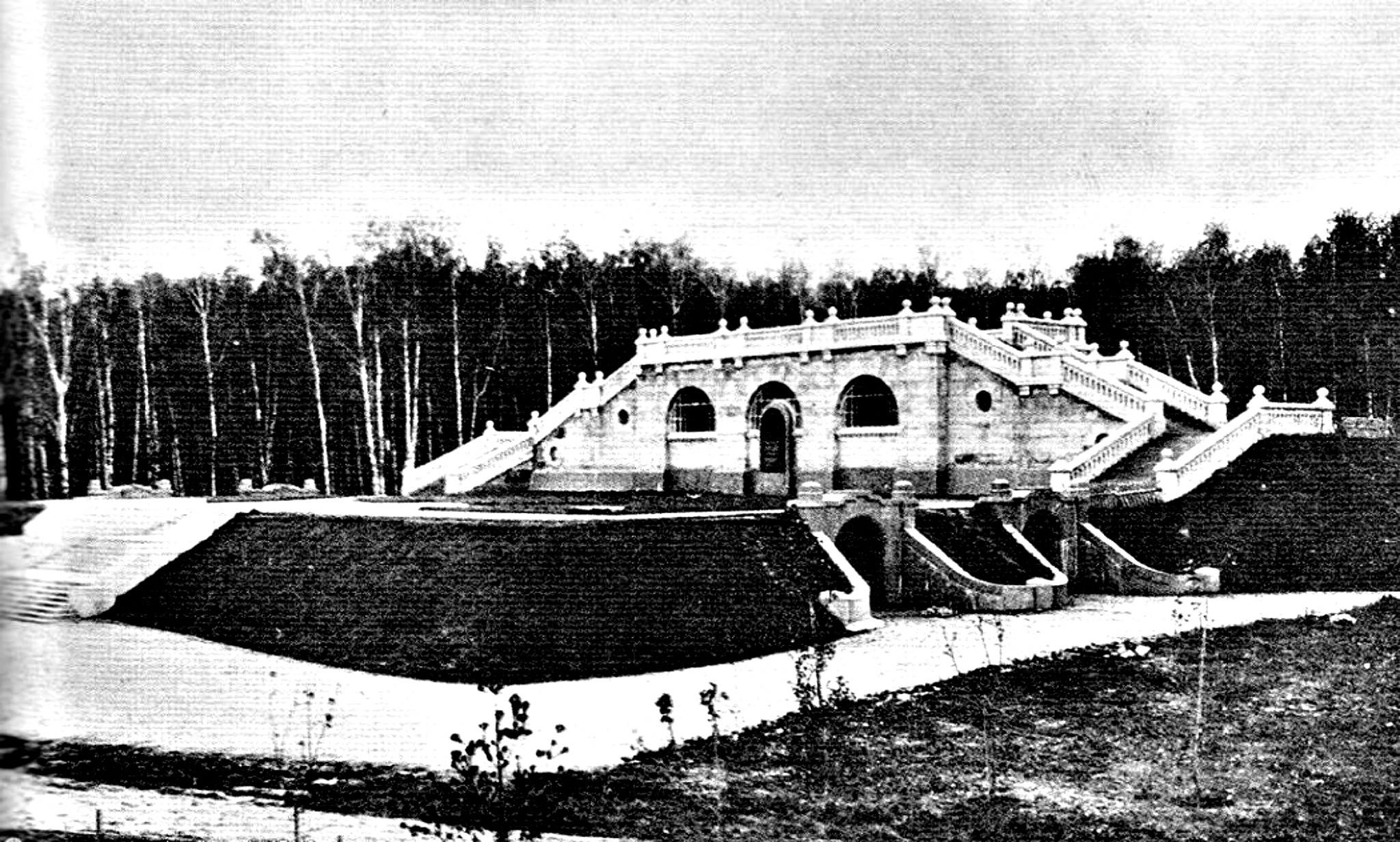
Worobjowski-Wasserspeicher (1909)

Infolge des Stadtwachstums warnte Simin 1895 die Moskauer Behörden vor einer drohenden Wasserknappheit und schlug zur Lösung des Problems eine neue Wasserversorgung an der Moskwa vor. Darauf wurden 115000 Rubel zum Studium der besten Wasserversorgungen in Europa und Amerika bereitgestellt, und Simin wurde losgeschickt. Als ersten Schritt baute er eine Wasserförderanlage und eine Pumpstation am Moskwa-Ufer. 1900–1901 wurde schließlich unter seiner Leitung die Moskwa-Wasserversorgung projektiert. Im Dezember 1901 wurde die Wasserabgabe aus dem Rubljowski-Wasserwerk in den  Worobjowski-Wasserspeicher getestet. 1902 waren alle Elemente der Wasserversorgungsanlage betriebsbereit. Als Simin als einziger auf dem Einsatz amerikanischer Filter bestand und die Stadtverwaltung sich für englische Filter entschied, nahm er seinen Abschied. Bereits bei der Überschwemmung 1904 zeigte sich die mangelnde Eignung der englischen Filter.
Simin projektierte nun Wasserversorgungen in Zarizyn, Samara, Rybinsk, Tobolsk, Tambow und Schuja. Auf der Allrussischen Nischni Nowgoroder Ausstellung präsentierte er das Projekt einer Nischni Nowgoroder Wasserversorgung. 1905 wurde der Bau einer Wasserversorgung nach Simins Projekt auch in Perm begonnen.
Auch hatte Simin die Moskauer Hydranten PG-5 zur Löschwasserversorgung konstruiert, die bis heute in allen russischen Städten benutzt werden. Er war Mitglied der Moskauer Architektur-Gesellschaft.